# Colazione perduta
Colazione perduta (Dog Pounded) è un film del 1954 diretto da Friz Freleng. È un cortometraggio d'animazione della serie Looney Tunes, distribuito negli Stati Uniti il 2 gennaio 1954. Dal 1998 viene distribuito col titolo Canili, cani e canarini.
Il cortometraggio segna l'unico utilizzo del personaggio di Pepé Le Pew in un cortometraggio diretto da Freleng, e una delle poche occasioni in cui il personaggio appare in un cortometraggio non diretto da Chuck Jones.

## Trama
Un affamato Silvestro fruga nella spazzatura in cerca di cibo, quando sente il canto di Titti provenire dalla cima di un alto albero all'interno di un recinto. Ansioso di mangiare, il gatto si precipita all'interno del recinto, ignaro che si tratti del canile della città; viene quindi attaccato e cacciato dal canile da un esercito di bulldog il cui scopo nella vita sembra essere quello di proteggere Titti. Volendo superare i cani, Silvestro utilizza una serie di trucchi che finiscono invariabilmente con un fallimento nonché con un'aggressione da parte dei violenti animali. L'ultimo tentativo però sembra riuscire: Silvestro si dipinge una striscia bianca lungo la schiena e spaventa i cani che lo credono una puzzola. Tuttavia, proprio mentre se ne va dopo aver afferrato Titti, Silvestro viene intercettato da Pepé Le Pew che lo scambia per una puzzola femmina e cerca di baciarlo.

## Distribuzione

### Edizione italiana
Il corto fu distribuito in Italia il 21 dicembre 1965 nel programma Speedy Gonzales il supersonico. Il doppiaggio fu eseguito dalla S.A.S. Negli anni ottanta il corto fu ridoppiato per la televisione dalla Effe Elle Due sotto la direzione di Franco Latini su dialoghi di Maria Pinto; il doppiaggio fu eseguito senza utilizzare la colonna internazionale, quindi la musica presente durante i dialoghi fu rimossa. Nel 1998, per l'inclusione nella VHS Bugs Bunny & Titti - Occhio al canarino, il corto fu ridoppiato dalla Angriservices Edizioni sotto la direzione di Renzo Stacchi su dialoghi di Giorgio Tausani; a differenza di quanto fatto nelle edizioni precedenti, in questa fu doppiata anche la canzone "Moonlight Bay" e fu mantenuto il riferimento che Titti fa a Buck Rogers.

### Edizioni home video

#### VHS
Italia
- Speedy Gonzales il supersonico - 1ª parte (1987)[6]
- Silvestro n. 3 (ottobre 1991)
- Bugs Bunny & Titti - Occhio al canarino (febbraio 1998)
- Titti: Casa dolce casa (maggio 2000)

#### Laserdisc
- Sylvester & Tweety's Bad Ol' Putty Tat Blues (1994)

#### DVD e Blu-ray Disc
Il corto fu pubblicato in DVD-Video in Italia, nella versione non restaurata, nella raccolta Tweety: Casa dolce casa uscita il 23 giugno 2010. Quindi venne inserito nel DVD Pepé Le Pew della collana Looney Tunes Super Stars, uscito in America del Nord il 27 dicembre 2011. Fu infine incluso nel secondo disco della raccolta Looney Tunes Platinum Collection: Volume Three, uscita in America del Nord in Blu-ray Disc il 12 agosto 2014 e in DVD il 4 novembre.

## Accoglienza
Nel 2010 il film fu selezionato per l'inclusione nel libro di Jerry Beck The 100 Greatest Looney Tunes Cartoons; in tale occasione lo sceneggiatore Earl Kress scrisse: "Nel 1954 i cartoni di Titti erano diventati, se non esattamente prevedibili, almeno stereotipati. Tuttavia, Colazione perduta è una svolta molto intelligente sul quadrilatero Titti-Silvestro-Nonna-Ettore. (...) Appropriatamente, la gag finale è la più divertente del cartone".